# Canadian Open 1975 (Badminton)
Die Canada Open 1975 im Badminton wurden vom 10. bis zum 13. April 1975 in der University of Montreal ausgetragen.

## Finalergebnisse
| Disziplin    | Sieger                          | Finalist                       | Ergebnis            |
| ------------ | ------------------------------- | ------------------------------ | ------------------- |
| Herreneinzel | Ray Stevens                     | Thomas Kihlström               | 1-15, 15-5, 15-10   |
| Dameneinzel  | Margaret Beck                   | Joke van Beusekom              | 11-4, 11-3          |
| Herrendoppel | Mike Tredgett Ray Stevens       | Nobutaka Ikeda Shoichi Toganoo | 17-16, 12-15, 15-12 |
| Damendoppel  | Margaret Beck Joke van Beusekom | Jane Youngberg Barbara Welch   | 15-12, 11-15, 15-4  |
| Mixed        | nicht ausgetragen               | nicht ausgetragen              |                     |